# Mónica Cabrejos
Mónica Rosa Cabrejos Vasallo (Lima, 24 de enero de 1976) es una periodista, psicóloga, presentadora, escritora y exvedette peruana.

## Biografía
Estudió periodismo en la Universidad Privada San Juan Bautista de la ciudad de Lima, de la cual egresó en 2009. En 2014, comenzó a estudiar la carrera de Psicología en la Universidad Privada Telesup, de la cual se graduó como bachiller en 2018.
En los años 1990, inició su carrera en televisión como extra en el programa humorístico Risas y salsa.
En 1998 se mudó a Arequipa, para conducir el programa Al ritmo con Mónica a través del canal 4 de la red de ATV (hoy Quatro Televisión).
Participó brevemente en Los Álvarez. Además, fue parte del elenco de JB Noticias hasta 2001, donde fue retirada.
En el 2003 participó en la telenovela Luciana y Nicolás. También, por breve tiempo, fue panelista del programa de Carlos Cacho, Chiki Boom.
En 2006 tuvo su primer acercamiento al periodismo en el magacín ¡Qué tal mañana! de la televisora ATV, dentro del bloque informativo-cómico QTM te pone al día.
De 2007 a 2008 condujo el bloque de espectáculos de Buenos días, Perú. Posteriormente debutó en la radio con el programa En boca de todos de CPN Radio. Aun así, siguió en la televisión condujo el programa en el mismo canal En vivo y en directo mientras se dedicaba su labor de periodista, que generó controversia por sus declaraciones después de emitir un reportaje social de su programa contra una producción local de Panamericana Televisión. Cuando renunció de Panamericana, en 2009, fue brevemente panelista de El tribunal de la tele, del canal RBC y conducido por Ángel Ganoza.
En 2010 copresentó El reventón de los sábados, de América Televisión, cuya participación fue breve debido a los calificativos negativos que recibió de la presentadora de espectáculos del canal Johanna San Miguel.
Entre 2011 y 2012 entró como presentadora de Enemigos públicos.
En el 2015, condujo el programa de telerrealidad La prueba, sin ningún éxito.
Entre el 2016 y 2020, condujo un programa en Radio Capital, junto a Carlos Galdós fueron las figuras televisivas que destacaron en la emisora.
En 2019 tuvo una breve participación en el programa de espectáculos Válgame Dios, en Latina. Además y también desde el 2019, conduce del programa sabatino Al sexto día de la televisora Panamericana Televisión.

## Filmografía

### Programas
- JB Noticias (1994-1996/1999-2000) — Frecuencia Latina
- Risas y salsa (1997-1999) — Panamericana Televisión
- La paisana Jacinta (1999-2001) — Frecuencia Latina
- Gana con Metro (2000-2002) — Frecuencia Latina
- Buenos días, Perú (2007-2008) – conductora de espectáculos — Panamericana Televisión
- En vivo y en directo (2008-2009) – conductora — Panamericana Televisión
- El tribunal de la tele (2009) – panelista — RBC Televisión
- El reventón de los sábados (2010) – coconductora — América Televisión
- Enemigos públicos (2011-2012) – coconductora — Panamericana Televisión
- El valor de la verdad (2013) – concursante — Frecuencia Latina
- Combate (2016) – invitada — (ATV)
- Válgame (2019) – conductora — Latina
- Al sexto día (2019-2024) – conductora — Panamericana Televisión

### Telenovelas y series
- Luciana y Nicolás (2003) como Olga

### Películas
- Good Bye Pachacútec (2002) como Lola[26]
- Peloteros (2006) como Rosa

### Teatro
- Baño de mujeres (2005) como Cloe
- Ni candy ni lady (2015-presente) Monólogo

### Radio
- En boca de todos (2008-2010) – conductora — CPN Radio
- Radio Capital con Mónica Cabrejos (2016-2020) – conductora — Radio Capital

## Publicaciones
- Ni puta ni santa (2013)
- Ellos (2014)
- Confesiones de Afrodita (2015)[27]
- Mujeres empoderadas (2015)
- Mujer pública (2022)[28]